# Andra världskriget (bokserie)
Andra världskriget (engelska: The Second World War) är en bokserie i sex delar skrivna av Sir Winston S. Churchill publicerade 1948-1953. Bokserien spelade också en avgörande betydelse till att Churchill 1953 erhöll Nobelpriset i litteratur.

## Delar
Engelskspråkigt original:
1. The Gathering Storm (1948)
2. Their Finest Hour (1949)
3. The Grand Alliance (1950)
4. The Hinge of Fate (1950)
5. Closing the Ring (1951)
6. Triumph and Tragedy (1953)

Serien utkom på förlaget Houghton Mifflin, som även släppte en förkortad version 1959, då i en enda volym med titeln Memoirs of the Second World War och med undertiteln an abridgement of the six volumes of the Second World War ; with an epilogue by the author on the postwar years written for this volume.
Svenskspråkig översättning:
1. Stormmolnen hopas (1948)
2. Englands stoltaste stund (1949)
3. Den stora alliansen (1950)
4. Ödets gångjärn (1951)
5. Ringen slutes (1952)
6. Triumf och tragedi (1954)

De svenska volymerna gavs ut av Skoglunds bokförlag under samlingsnamnet Andra världskriget : minnen.